# 北区立図書館
北区立図書館（きたくりつとしょかん）は、東京都北区にある公共図書館。
北区が管理する図書館には、中央図書館をはじめ全部で13館あり、分室は中央図書館分室がある。また、所蔵資料受取窓口（予約済み資料の受取窓口）が、ジェイトエルにある。全館の一般書の蔵書数は1,072,586冊、児童書は304,237冊、合計1,376,823冊である（2024年3月31日現在）。またCDを77,603巻、DVD5,502巻、16ミリフィルム106巻（2024年3月31日現在）を保有している。
蔵書の一部は北区図書館共通資料として、特定の所蔵館を持たず返却された館の書架に置かれるようになっている。2024年3月31日で、北区図書館共通資料は「一般書」が464,520冊、「CD」が29,101巻となっており、これらは各図書館の蔵書数には含まれない。一般書の約4割、CDの約3割が共通資料の扱いになっている。児童書及びCD以外の視聴覚資料は共通資料の扱いとはしていない。
北区在住・在勤（在学）者でなくても、利用や借り出し利用カードを作成し、図書館資料を借りる（禁帯は除く）ことが出来る。ただし、在住・在勤（在学）者でない場合、インターネット及び電話・FAX等での予約、未所蔵資料の予約（リクエスト）北区立図書館以外の図書館からの図書・雑誌の借受（相互協力）、国立国会図書館デジタル化資料送信サービスの利用はできない。従って区外利用者の予約は、図書館の窓口にて申込み及び図書館内にある利用者用開放端末機から申込みに限定される。

## 一覧
| - 中央図書館 - 滝野川図書館 - 赤羽図書館 - 浮間図書館 - 赤羽西図書館 - 昭和町図書館 - 田端図書館 | - 赤羽北図書館 - 東田端図書館 - 神谷図書館 - 滝野川西図書館 - 豊島図書館 - 東十条図書館 - 中央図書館分室 |

## 中央図書館
北区立中央図書館（きたくりつちゅうおうとしょかん）は、東京都北区十条台1-2-5にある中央図書館。
2008年3月以前は北区王子にあったが、十条台の中央公園内の赤レンガ倉庫を改装・増築して2008年6月28日に移転・開館した。

## 滝野川図書館
北区立滝野川図書館（きたくりつたきのがわとしょかん）は東京都北区西ケ原1-23-3にある公共図書館。中央図書館及び赤羽図書館と並んで拠点館と位置付けられており、区職員が配置されている。
一般書が46,632冊、児童書が25,184冊、CDが5,663点、DVDが235点所蔵されており、これに北区図書館共通資料が加えられる。座席数は218席分ある。
建物は鉄筋コンクリート造で、全体は滝野川会館となっており、地下1階に図書館が入居している。
周辺にはJR京浜東北線の上中里駅、JR山手線の駒込駅、南北線の西ケ原駅が徒歩6～8分の位置にある。

### サービス
開館時間
- 平日・土曜 - 午前9時～午後8時
- 日曜・祝日開館日 - 午前9時～午後5時

休館日
- 毎週月曜日
- 館内整理日（3月、12月を除く毎月第4木曜日。ただし、その日が休日にあたるときは翌日）
- 3月31日 （31日が土曜・日曜・月曜日にあたるときは直前の金曜日）
- 年末年始（12月29日から1月4日）
- 特別整理期間

## 赤羽図書館
北区立赤羽図書館（きたくりつあかばとしょかん）は東京都北区赤羽南1-13-1にある公共図書館。中央図書館及び滝野川図書館と並んで拠点館と位置付けられており、区職員が配置されている。
一般書が47,188冊、児童書が24,668冊、CDが3,059点、DVDが99点所蔵されており、これに北区図書館共通資料が加えられる。座席数は211席分ある。
建物は鉄筋コンクリート造で、全体は赤羽会館となっており、5階に図書館が入居している。
周辺にはJR赤羽駅があり、東口から徒歩5分の位置にある。

### サービス
開館時間・休館日
#滝野川図書館のサービスを参照。